# Wallenbrück
Wallenbrück is een plaats in de Duitse gemeente Spenge, deelstaat Noordrijn-Westfalen, en telt 1.107 inwoners (1 december 2018).
Het dorp ligt ongeveer 3 kilometer ten westen van de hoofdplaats Spenge. De beek Warmenau scheidt het dorp van Döhren en Hoyel, twee dorpen in de gemeente Melle in de deelstaat Nedersaksen.
Wallenbrück bestond reeds aan het eind van de 11e eeuw. Tot circa 1970 is het altijd een boerendorp gebleven. Historische gebeurtenissen van meer dan regionaal belang zijn niet overgeleverd.

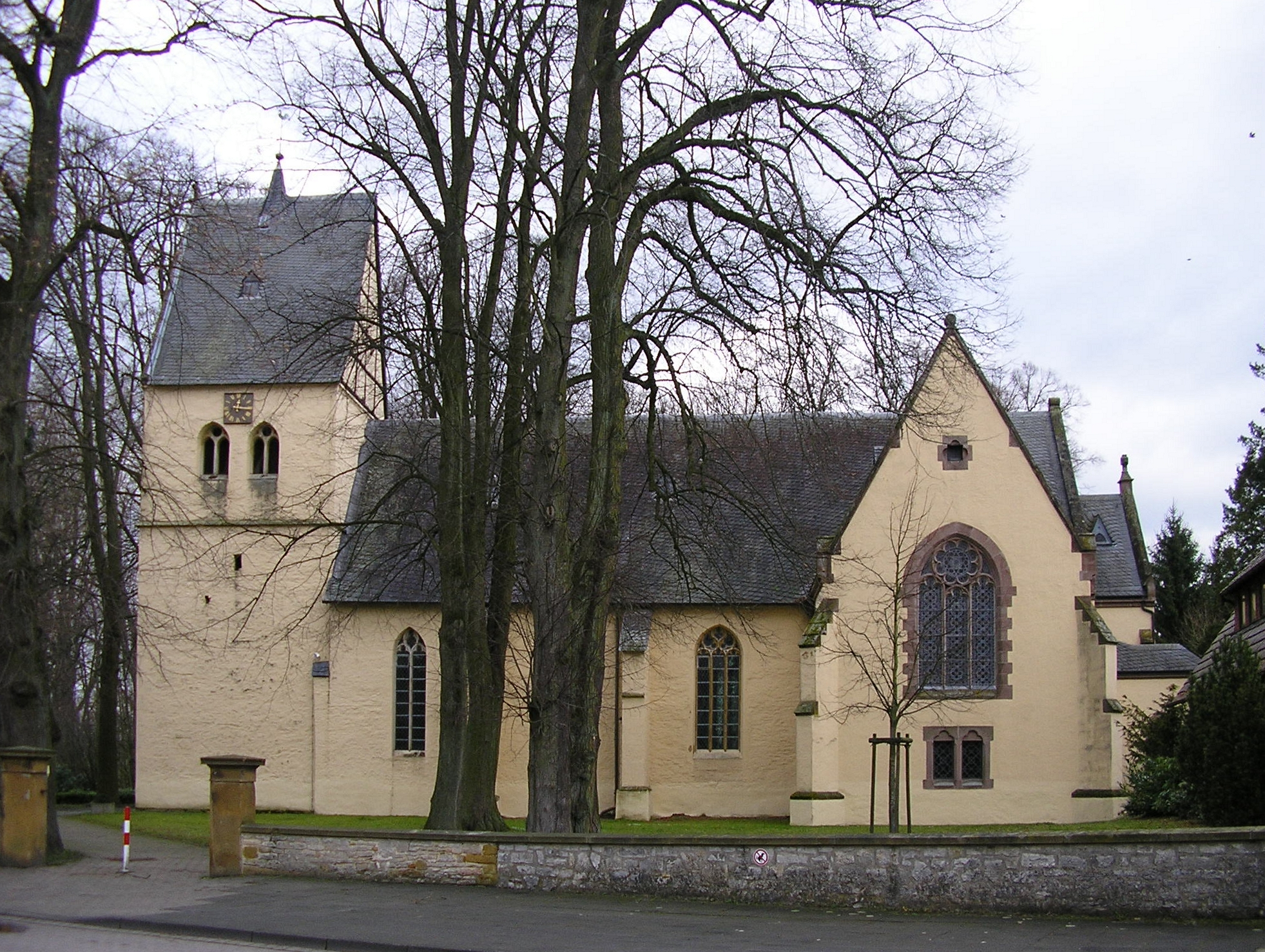
Lutherse kerk te Wallenbrück

Een monumentenstatus heeft de evangelisch-lutherse Mariakerk te Wallenbrück. Deze is omstreeks 1180 gebouwd, en omstreeks 1500 en aan het eind van de 19e eeuw tweemaal uitgebreid en gerenoveerd.